# La Êê
La Êê là một xã thuộc thành phố Đà Nẵng, Việt Nam.
Xã La Êê có diện tích 244,09 km², dân số năm 2019 là 930 người, mật độ dân số đạt 4 người/km².